# بعج الركبة
بعج الركبة (بالإنجليزية: Knee buckling)‏ هو أحد أعراض عدم استقرار الركبة التي تؤثر كثيرًا على كبار السن، وخاصةً عند الضغط بوزنٍ على الركبتين.